# 九町
九町（くちょう）は、愛媛県西宇和郡伊方町の字。郵便番号は796-0421。佐田岬半島中央部に位置する。

## 歴史
1889年（明治22年）から現在の大字名・字名である。町見村役場が置かれた。はじめ町見村の大字で、1955年（昭和30年）からは伊方町の現行字名である。1889年（明治22年）、九町巡査屯所、1903年（明治36年）、九町漁業組合と九町郵便局がそれぞれ設置された。伊方町の成立により旧村役場は、伊方町役場町見支所となる。

## 行政
- 伊方町役場 町見出張所

## 経済

### 産業
店・企業
- 伊方サービス
- 伊方石油 九町店
- 井上建設
- 菊池味噌製造所
- 三愛テック 伊方事業所
- 四国電力 伊方発電所 - 1977年、九町越地区にて1号炉が運転を開始した[1]。
- 東洋バルブ製造所
- 得能工業
- 得能商店（食料品、雑貨）
- 浪下建設
- 浪下重工
- 西日本塗装工業伊方営業所
- 日翔工業
- 二宮たたみ店
- 根来鮮魚店
- 町見郵便局（日本郵政グループ）
- 道の駅伊方きらら館
- 三菱電機 伊方定検作業所
- 渡辺喜商店（食料品、日用雑貨）
- 山九 伊方事業所

農業・商工業
- 大澤辰三郎[2] - 1885年出生[2]。村会議員、収入役などをつとめた[2]。
- 林石松（農業菓子製造業）[2]
- 渡邊松左衛門（酒造業、村会議員）[2]
- 得能長三郎[2]
- 中嶋久太郎[2]

ホテル・旅館
- 潮屋旅館
- 橘旅館
- 旅館井倉
- 民宿 渡辺
- ビジネスハウス トシ

## 地域

### 相談
- 山口司法書士事務所

### 教育
- 九町小学校

### 施設
宗教
- 敷地神社
- 得能神社
- 九町八幡神社
- 寄木神社
- 三宝寺
- 天徳寺（臨済宗妙心寺派）

### 医療
医師
- 井田與市（井田医院）[2]
- 亀井兼弘（医師）[2] - 1865年出生[2]。宇和島市大字元結掛、士族の父・榮弘の長男[2]。

### 旧家
- 得能彌三郎[2] - 1896年戸主となる[2]。庄蔵の二男[2]。初代半兵衛は延宝4年に没した[2]。村会議員、寺総代などをつとめた
- 得能長三郎[2] - 1876年出生[2]。得能長三郎家は得能彌三郎の祖先を本家とし、その分家である[2]。家は農を専業とする[2]。寺総代をつとめた[2]。
- 中嶋久太郎[2] - 1892年出生[2]。先代宇平の長男で、11代目である[2]。村会議員をつとめた[2]。

## 名所・旧跡
- 鷹神氏種族累代古墳墓[3] - 藤井克修「所謂少数部落の先祖に就て」によると「向部落に居る人々は須賀のスキザキに現存する墓碑「鷹神氏種族累代古墳墓」と読まれるその鷹神氏を自らの先祖と信じている[3]。鷹神氏の直系の子孫と称するは今、「浪下氏」を称して他の部落の人は向に移って居るが、ただ一戸須賀のスキザキに住して墓標を守っている[3]。墓標には「鷹神氏種族累代古墳墓」の他に一面には鷹神氏の由来を示している[3]。それによると鷹神氏は京都の北面の隠士である事、この地に漂着した事、この地を永住の地と定めた事は分かっているが、それが何時の時代の事かは明らかにされていない[3]。この墓標の文の終わりに文とは何らの関係なしに、だしぬけに「これ我等の先祖なり浪下吉蔵建」と記されてあるが、これでは一つも鷹神氏と浪下の関係は明らかにされていない[3]。しかし浪下は、この墓標を証拠として以て我等の先祖なることを主張している[3]。」という。
- 得能主膳ゆかりの地（町指定史跡） - 1966年3月26日指定[4]。指定戦国期の九町・二見浦の在地領主得能主膳伝説の地である[4]。主膳を祀る得能森、所持品が埋まる沖の城、墓とされる梵田の3ヶ所である[4]。